# Villogorgia bebrycoides
Villogorgia bebrycoides är en korallart som först beskrevs av Koch 1887.  Villogorgia bebrycoides ingår i släktet Villogorgia och familjen Plexauridae. Inga underarter finns listade i Catalogue of Life.